# L'Éphémère
L'Éphémère est une revue de poésie et d'art publiée par les éditions de la Fondation Maeght de 1967 à 1972 (vingt cahiers).

## Histoire
Le dernier numéro Mercure de France paraît en juillet/août 1965.
Le poète Jacques Dupin s'inquiète alors du vide abyssal qu’ouvre la disparition de la grande revue littéraire.
Dès l’automne 1965, à son instigation, un Comité de rédaction « historique » est constitué par Aimé Maeght dans le but de fonder une nouvelle revue.
Le Comité rassemble les poètes Yves Bonnefoy, André du Bouchet et Louis-René des Forêts et le critique Gaëtan Picon, ancien Directeur du Mercure de France. Jacques Dupin, qui n’apparaitra officiellement qu’au numéro 7, y imprime sa marque et trace les grandes lignes de l’aventure avec Bonnefoy et du Bouchet.
Les principaux représentants d’une même génération de poètes ont alors une quarantaine d’années et se retrouvent autour d’une même approche de la poésie et de la vie.
Au printemps 1966, dans une lettre à Picon, Yves Bonnefoy propose une définition de la revue « L'Éphémère, ce ne sera que quelques personnes, mais ensemble, et durablement, pour une recherche en commun par des voies certes fort différentes ».
S'érigeant en anti-modèle de la revue Tel Quel de Sollers, l'Ephémère oppose à une poésie au verbe trop flamboyant et au tapage des avant-gardes la force du silence et la vertu des mots.
La 4ème de couverture reprend le questionnement de Plotin : « mais quel discours est possible lorsqu’il s’agit de ce qui est absolument simple ? ».
La fin du prière d’insérer comporte la mention : « L’éphémère est ce qui demeure, dès lors que sa figure visible est sans cesse réeffacée ».
La couverture sobre de la revue est illustrée de la même silhouette de Giacometti pour tous les numéros.
Les 20 cahiers parus en 6 ans associeront des poètes, des écrivains et des artistes, partageant les mêmes préoccupations esthétiques et éthiques. La revue s'ouvre à toutes les formes de création, redéfinissant les rapports entre texte et peinture.
Des classiques comme Hofmannsthal, Mandelstam, Kafka ou Hölderlin sont associés à des représentants établis de la modernité comme Henri Michaux, René Char ou Francis Ponge, et en art Giacometti, Bram van Velde ou Nicolas de Staël. De jeunes écrivains et poètes comme Pascal Quignard, Jean Daive ou Alain Veinstein y font leur premiers pas.
La revue s'ouvre aux littératures étrangères avec Paul Celan, à la philosophie avec Levinas, et, dans une moindre mesure, aux femmes avec Nelly Sachs, Anne de Staël, Emily Dickinson.
Elle est traversée par les événements politiques. Mai 68 suscitera une ligne de rupture entre les membres du Comité de rédaction et provoquent le départ de Gaëtan Picon.
En octobre 1968 (n°7), l'arrivée de Paul Celan au comité de rédaction renoue avec l’esprit de l'Idéalisme allemand et inscrit la revue dans la lignée de l’Atheneum. Les membres ne sont pas simplement les directeurs mais aussi les auteurs de la revue. Vécue comme un espace d’échange démocratique et informel, la revue l'Ephémère se démarque par son fonctionnement des méthodes doctrinaires prônées par André Breton ou Philippe Sollers.
Michel Leiris rejoint l’équipe en 1969 (n°10).
C'est en juin 1972 que paraît le dernier numéro : le comité décide de mettre fin à cette aventure collective.
Aimé Maeght confie alors à Claude Esteban le soin de fonder une nouvelle revue, elle aura pour nom Argile et paraîtra de 1973 à 1981.